# Lucjan Agapow
Lucjan Józef Agapow (ur. 1934 w Jaszczowie-Kolonii na Lubelszczyźnie, zm. 5 lipca 2018) – polski biolog, prof. dr hab.

## Życiorys
Studiował na Wydziale Biologii i Nauk o Ziemi Uniwersytetu Łódzkiego, w 1971 obronił pracę doktorską, w 1988 habilitował się na podstawie pracy. W 1991 otrzymał nominację profesorską, a 14 grudnia 1999 tytuł profesora zwyczajnego.
Został zatrudniony na stanowisku dziekana na Wydziale Nauk Przyrodniczych Uniwersytetu Szczecińskiego i kierownika w Katedrze Przyrodniczych Podstaw Kultury Fizycznej na Zamiejscowym Wydziale Kultury Fizycznej w Gorzowie Wielkopolskim Akademii Wychowania Fizycznego im. Eugeniusza Piaseckiego w Poznaniu. Był członkiem Polskiej Zjednoczonej Partii Robotniczej.
Od 1980 do 1984 był radnym Wojewódzkiej Rady Narodowej, natomiast w 1990 uzyskał mandat radnego Rady Miejskiej z list Unii na rzecz miasta.
Przewodniczący Rady Naukowo-Społecznej Zespołu Parków Krajobrazowych województwa lubuskiego. Był także współtwórcą licznych rezerwatów przyrody tworzonych w województwie lubuskim.
Badania prowadzone w dorzeczu środkowej Drawy od 1976 roku pod kierunkiem profesora przez pracowników Zakładu Biologii i Ochrony Przyrody, wtedy Filii dziś Zamiejscowego Wydziału Akademii Wychowania Fizycznego w Poznaniu, doprowadziły profesora do podjęcia już w 1978 roku inicjatywy utworzenia w tym rejonie parku narodowego. Był współtwórcą Drawieńskiego Parku Narodowego powstałego ostatecznie w 1990 roku oraz zasiadał w jego Radzie Naukowej.
Zmarł 5 lipca 2018. 7 lipca 2018 spoczął na gorzowskim cmentarzu.
Decyzją Regionalnego Dyrektora Ochrony Środowiska w Gorzowie Wielkopolskim z dnia 8 sierpnia 2019 r. rezerwatowi Buki Zdroiskie nadano imię prof. Lucjana Agapowa.